# Campylopus jugorum
Campylopus jugorum är en bladmossart som beskrevs av Theodor Carl Karl Julius Herzog 1909. Campylopus jugorum ingår i släktet nervmossor, och familjen Dicranaceae. Inga underarter finns listade i Catalogue of Life.